# Chiesa dei Santi Simone e Giuda (Firenze)
La chiesa dei Santi Simone e Giuda è un luogo di culto cattolico a Firenze, in Toscana. Si trova in piazza San Simone, vicina a via dei Lavatoi, vicolo nei pressi di piazza Santa Croce. Oggi vi si celebra la divina liturgia secondo il rito bizantino, o greco-cattolico, per la comunità ucraina recentemente residente nella città.

## Storia
Sorta intorno al 1192 come piccolo oratorio dei Vallombrosani di Badia presso una loro vigna, fu ingrandita nel 1209 e poi ricostruita nel 1243, arrivando quasi a lambire le mura della cerchia del tempo di Dante. Nel 1247 il vescovo Ardengo Trotti consacrava questa nuova chiesa, facendone una parrocchia.
Nella piazza antistante la chiesa, nel 1309, venne ucciso Cialdino degli Ughi, guelfo bianco, da parte degli avversari politici legati ai Donati, guelfi neri. 
Nel 1527 in questa chiesa venne sepolto il pittore Raffaellino Del Garbo, allievo di Filippo Lippi, morto nel 1524.
Danneggiata nell'alluvione del 1557, venne rinnovata entro il 1630, su progetto di Gherardo Silvani, grazie soprattutto a Bartolomeo Galilei, cavaliere di Malta e, dopo la morte di esso, Giovanni Niccolai di Pistoia. Gli stemmi dei due (rispettivamente con la scala e con le stelle) ricorrono sul soffitto. 
La chiesa è oggi officiata con il rito greco-cattolico (anche detto rito greco, rito bizantino o rito orientale), del tutto uguale a quello della Chiesa ortodossa, ma in comunione con il Papa di Roma.

## Descrizione

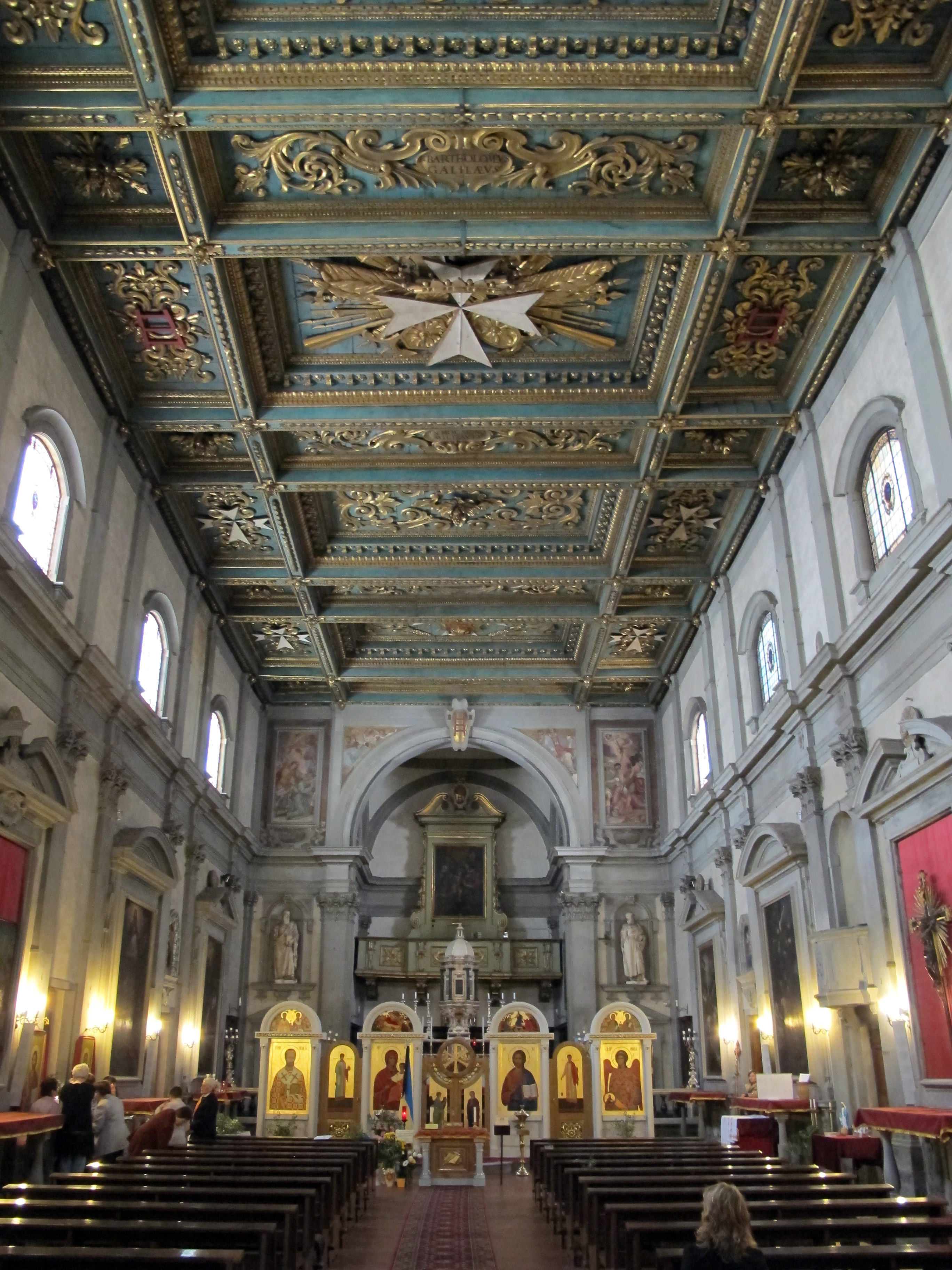
L'interno, con l'iconostasi per il rito bizantino

Nel portale si trovano due colonne di pietra serena scannellata, che sostengono un arco decorato di bassorilievi ornamentali, riferibile a Benedetto da Rovezzano o alla sua cerchia. Nella lunetta è raffigurata la Vergine fra i santi apostoli Simone e Giuda di Nicodemo Ferrucci. Sulla parete di sinistra c'è una lapide in marmo con iscrizione in caratteri longobardi in ricordo della fondazione della chiesa. 
Le due nicchiette laterali vennero riscoperte dopo l'alluvione del 1966, ed erano le aperture di due finestrelle medievali in facciata, accecate dal Silvani nel Seicento. 

### Interno
Nell'interno ad aula, scandito da partiti architettonici in pietra serena, il soffitto ligneo, intagliato in verde ed oro, datato 1670, reca la croce dell'Ordine dei Cavalieri di Malta e l'arme dei Galilei, scala rossa in campo d'oro.
Oltre al San Pietro in cattedra del Maestro della Santa Cecilia (1307, primo altare a destra, originariamente in San Pier Maggiore), sugli altari laterali sono presenti pale d'altare di artisti attivi a Firenze intorno al 1630, fra cui Onorio Marinari (San Girolamo nella spelonca, quarto altare destro), Jacopo Vignali (Cristo sceso dalla croce che mostra le piaghe a san Bernardo, quinto altare destro; San Francesco in estasi retto da angeli, quinto altare sinistro), Francesco Curradi (Assunzione di Maria, quarto altare destro) e Fabrizio Boschi (Santi Carlo Borromeo e Filippo Neri in ginocchio davanti al Crocifisso, secondo altare a sinistra); ormai non più in sede da anni è la pala del Martirio di san Niccolò di Cecco Bravo, probabilmente scambiata dalla soprintendenza con un Martirio dei Diecimila martiri di Francesco Granacci (terzo altare destro). Tra il quinto e il quarto altare sinistro è stata collocata negli anni duemila un Riposo durante la Fuga in Egitto di Matteo Rosselli.
Gli affreschi sono di Nicodemo Ferrucci (Martirio di San Simone, Martirio di San Giuda Taddeo, Profeti e putti sull'arcone dell'altare) e di Giovan Battista Naldini (Pietà, 1566, in controfacciata). 
Per quanto riguarda le sculture, ai lati del presbiterio si trovano due statue in marmo bianco di Orazio Mochi, raffiguranti San Simone e San Giuda. Sulla porta laterale destra un tabernacolo in pietra serena policromata di Andrea di Piero Ferrucci con la Madonna col Bambino; sul lato opposto, sopra quella che era la porta d'accesso laterale su via dei Lavatori, un busto di sant'Orsola del XIV secolo fatto eseguire da Geri Risaliti, e incorniviato da un'edidicola in terracotta policroma invetriata con festoni e cherubini, riferita ad Andrea della Robbia (1470-1480 circa). 
L'altare maggiore in marmi e pietre dure è di Giovan Battista Cennini (1630 circa).
Nella sacrestia, che fu anticamente una cappella dei Tolosini, si conserva un frammento di affresco con la Nascita di san Nicola di Bari di Niccolò Gerini, con relativa sinopia staccata.

## Piazza di San Simone
La chiesa si affaccia su piazza San Simone, a cui si accede da via dei Lavatoi, via della Vigna Vecchia e via dell'Isola delle Stinche.
Oltre alla chiesa, vi si affacciano, a destra della stessa, un accesso secondario all'oratorio di San Martino degli Osti (oggi sala parrocchiale), un fianco della Casa Ricasoli con ingresso in via Isola delle Stinche 2, con uno scudo sulla cantonata dei Sacconi del Drago (d'azzurro, a tre papaveri impugnati d'oro), l'ingresso del palazzo Lottini e la gelateria Vivoli (sebbene questo lato della piazza sullo stradario ufficiale sia considerato un tratto di via Isola delle Stinche) con la lapide a Giovanni Dupré, la cantonata del palazzo da Cintoia e infine un lato del Teatro Verdi, ingentilito dalla presenza della fontana dell'Agnellino. 
In antico, per la festa di san Simone (28 ottobre), si svolgeva qui un mercatino prevalentemente alimentare, che diede origine al detto popolare "Per San Simone ballotte e vin nuovo", cioè castagne e vino novello. Era un mercato sia all'ingrosso, destinato ai commercianti per i quali i castagnai discendavano dalle montagne arrivando fin dal Piemonte, sia al dettaglio. Inoltre qui si teneva regolarmente un mercato dei mobili vecchi, per chi doveva metter su casa, che poteva arrivare anche fino a piazza Santa Croce. 
Sulla facciata della chiesa si trova una lapide duecentesca:
| CURREBANT XPI · TUNC ANNI TEMPORIS ISTI · MILLE DUCENTENI POST TRES QUATER INDEQ~ DENI. CUM SACRA SANCTOR, SIMONIS IUDEQ~ TUOR · FIT DOMUS ISTA DEUS · ABBAS QUEM BARTHOLOMEUS EX ABBATIA TITULAT QUAM SANCTA MARIA DE FLORENTINA PRE QUALIBET URBE LATINA CONSTRUXIT · PRIMUM LAPIDEM DUM FIXIT IN IMUM ET QUIA TERRENO FUNDAVIT NON ALIENO SET PROPRIO · TURBIS SICUT PATET ISTIUS URBIS · EST HINC IURE BONUS DNS VERUSQ~ PATRON. |

Traduzione: "Correvano allora 1243 anni dell'era cristiana quando fu eretta, o Dio, cotesta sacra dimora dei tuoi santi Simone e Giuda che l'abate Bartolomeo costruì, dandole il titolo prima di qualunque altra città latina, in quanto abate della Badia fiorentina di Santa Maria, quando pose la prima pietra nelle fondamenta e poiché la fondò su terreno non d'altri ma proprio, come appare evidente al popolo di questa città, è perciò di diritto legittimo signore e vero patrono".
Su palazzo Lottini un'altra lapide ricorda come qui lo scultore Giovanni Duprè modellasse il suo Abele morente.
| FU QUI L'UMILE STANZA OVE L'OSCURO INTAGLIATORE GIOVANNI DUPRÉ CON LA INDOMITA FORZA DEL VOLERE VINCENDO LE AVVERSITÀ DELLA INDIGENZA SOVVENUTO DI SCARSO IMPLORATO SUSSIDIO POTÉ COMPIERE NELLA CRETA IL SUO PRIMO CAPOLAVORO L'ABELE MORENTE RIVELANDOSI GIÀ DEGNO DI UN NOME CHE DURERÀ QUANTO IL MONDO LONTANO |